# التوس، پاراگوائه
التوس، پاراگوای (به اسپانیایی: Altos, Paraguay) یک منطقهٔ مسکونی در پاراگوئه است که در Cordillera Department واقع شده‌است.

## خصوصیات
التوس ۹۲ کیلومترمربع مساحت و ۱۳٬۱۱۴ نفر جمعیت دارد و ۲۰۷ متر بالاتر از سطح دریا واقع شده‌است.